# 1560 w literaturze
Wydarzenia literackie w 1560 roku.

## Nowe książki
- polskie
  - Historyja o papieżu Janie VIII

## Nowe poezje
- polskie
  - Jan Kochanowski – Epitaphium Cretcovii (data niepewna)

## Zmarli
- Joachim du Bellay, francuski poeta